# Paul Feierstein
Paul Feierstein (né le 27 janvier 1903 à Niederkorn au Luxembourg, et mort le 5 mai 1963 à Dudelange) est un joueur de football international luxembourgeois, qui évoluait au poste de milieu de terrain, avant de devenir entraîneur.

## Biographie

### Carrière de joueur

#### Carrière en sélection
Avec l'équipe du Luxembourg, il joue 24 matchs (pour aucun but inscrit) entre 1924 et 1931. Il joue son premier match en équipe nationale le 11 mai 1924 contre la Belgique et son dernier le 1er mars 1931 contre cette même équipe.
Il figure dans le groupe des sélectionnés lors des JO de 1924 et de 1928. Il joue un match contre l'Italie lors du tournoi olympique de 1924 puis un match contre la Belgique lors du tournoi de 1928.

### Carrière d'entraîneur
Il dirige l'équipe nationale luxembourgeoise sur un total de 63 matchs. 
Son premier match est une défaite (1-4) contre l'équipe de France le 4 juin 1933. Son dernier match se solde également par une défaite (1-0 contre la Belgique le 6 mai 1948).

## Palmarès
- Champion du Luxembourg en 1926 et 1931 avec le Red Boys Differdange
- Vainqueur de la Coupe du Luxembourg en 1925, 1926, 1927, 1929, 1930 et 1931 avec le Red Boys Differdange